# Éléphant de Coléah
 (novembre 2017).
Si vous disposez d'ouvrages ou d'articles de référence ou si vous connaissez des sites web de qualité traitant du thème abordé ici, merci de compléter l'article en donnant les références utiles à sa vérifiabilité et en les liant à la section « Notes et références ».
Actualités
L'Éléphant de Coléah est un club de football guinéen basé à Coyah.

## Palmarès
- Championnat de Guinée de D2
  - Champion : 2017

## Anciens joueurs
- Aguibou Camara